# Grasa (Huesca)
Grasa es una localidad española perteneciente al municipio de Sabiñánigo, en la comarca del Alto Gállego, provincia de Huesca, Aragón.

## Geografía
Grasa se encuentra ubicada al sur del término municipal de Sabiñánigo, en la zona conocida como la Guarguera, o valle del río Guarga, al pie de la sierra de Belarra, que limita con el espacio natural protegido del parque natural de la Sierra y los Cañones de Guara.
En sus inmediaciones se encuentra el barranco del Huerto, tributario del río Guarga.
Se accede a Grasa a través de una pista sin asfaltar, que parte hacia el sur salvando una corta distancia desde la A-1604. 
Lugares vecinos son Yéspola, Gésera o Arraso.

## Demografía

### Localidad
Datos demográficos de la localidad de Grasa desde 1900:
| 33                    | 40 | 42 | 44 | 44 | 36 | 32 | 10 | 0 | 7 | 6 | 5 | 2 |
| (Fuente: IAEST e INE) |    |    |    |    |    |    |    |   |   |   |   |   |

- Datos referidos a la población de derecho.

### Antiguo municipio
Datos demográficos del municipio de Grasa desde 1842:
| 43            | -- | -- | -- | -- | -- | -- | -- | -- |
| (Fuente: INE) |    |    |    |    |    |    |    |    |

- Entre el censo de 1857 y el anterior, este municipio desaparece porque se integra en el municipio de Ordovés y Alavés.
- Datos referidos a la población de derecho, excepto en los censos de 1857 y 1860 que se refieren a la población de hecho.